# Яркое (Ленинградская область)
Я́ркое (до 1948 года Су́отниеми, Ко́йвула, фин. Suotniemi, Koivula) — посёлок в Ларионовском сельском поселении Приозерского района Ленинградской области.

## Название
Топоним Суотниеми буквально означает «болотный мыс», топоним Койвула образован от антропонима Койву, который восходит к финскому koivu — «берёза».
Зимой 1948 года по решению исполкома Кексгольмского райсовета деревне Койвула было присвоено наименование Яркое. Переименование было закреплено указом Президиума ВС РСФСР от 13 января 1949 года.

## История
Упоминается в 1745 году на карте Ингерманландии и Карелии, как деревня Сотнеми.

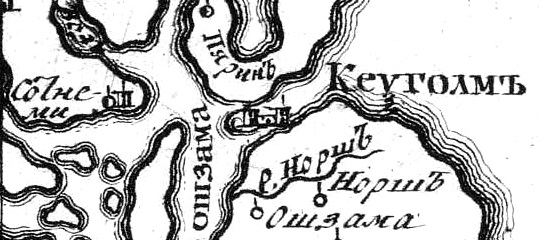
Деревня Сотнеми на русской карте 1745 года

Деревня имеет древнюю историю. В 1886 году археолог Петер Теодор Швиндт обнаружил и исследовал пять могильников на территории селения Суотниеми, которые датировал по найденным предметам XI—XII веками. Швиндт считал погребения древнекарельскими, однако современные исследователи считают, что различия в обряде захоронений не позволяют однозначно отнести эти объекты к одной определённой культуре.
В течение полувека, с 1842 по 1893 год, в деревне работал первый в Финляндии фарфоро-фаянсовый завод Х. В. Лёфстрёма, изготовлявший посуду и статуэтки из местной белой глины.
В 1920 году население деревни Суотниеми составляло 274 человека.

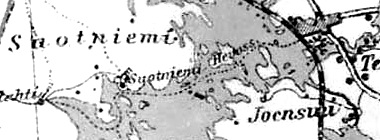
Деревня Суотниеми на финской карте 1923 года

До 1939 года территория современного посёлка включала две деревни — Суотниеми (фин. Suotniemi) и Койвула (фин. Koivula), которые входили в состав Кякисалмского сельского округа Выборгской губернии Финляндской республики. Жители деревни занимались преимущественно сельским хозяйством. В деревне была своя начальная школа и лесопильный завод братьев Реуксен. Население деревни составляло 363 человека.
В 1930-х годах, недалеко от могильников были найдены камни-чашечники (с выдолбленными углублениями в форме чаши), которые, предположительно, имели ритуальное значение. Ещё один аналогичный камень в 1980-х был найден археологом А. И. Саксой. По свидетельствам местных жителей, финны, населявшие посёлок до 1939 года, продолжали почитать эти камни и в XX веке.
С 1 января 1940 года — в составе Карело-Финской ССР.
С 1 августа 1941 года по 31 июля 1944 года финская оккупация.
С 1 ноября 1944 года деревня Суотниеми в составе Норсъйокского сельсовета Кексгольмского района Ленинградской области.
С 1 октября 1948 года учитывается как посёлок Яркое и находится в составе Ларионовского сельсовета Приозерского района. В ходе укрупнения хозяйства к деревне были присоединены соседние селения Йокела и Марьяниеми.
С 1 февраля 1963 года — в составе Выборгского района.
С 1 января 1965 года — вновь в составе Приозерского района. В 1965 году население посёлка составляло 126 человек.
По данным 1966, 1973 и 1990 годов посёлок Яркое входил в состав Ларионовского сельсовета.
В 1997 году в посёлке Яркое Ларионовской волости проживали 30 человек, в 2002 году — 18 человек (русские — 94 %).
В 2007 году в посёлке Яркое Ларионовского СП проживали 14 человек, в 2010 году — 12 человек.

## География
Посёлок расположен в северной части района на автодороге Яркое — Степанянское.
Расстояние до административного центра поселения — 11 км.
Расстояние до ближайшей железнодорожной станции Приозерск — 6 км.
Посёлок находится на северном берегу озера Вуокса.

## Демография
| 2007 | 2010 | 2017 |
| ---- | ---- | ---- |
| 14   | ↘12  | ↗26  |

## Инфраструктура
В посёлке расположены две туристические базы: «Яркое» (открыта в 1947 году) и «Загородный клуб Яркое».

## Транспорт
Основное пассажирское сообщение осуществляется по воде — с мая по конец сентября из Приозерска ходит рейсовый пароход до пристани в Ярком. Два раза в неделю, по пятницам и воскресеньям, ходит катер до Приозерска. Есть автомобильная дорога.

## Достопримечательности
Так называемая «Скала предков». В южной части посёлка, на берегу залива Угловой находится лестница в скале, предположительно рукотворного происхождения, и изображения, напоминающие петроглифы, на камнях в её окрестностях. Рукотворность как лестницы, так и «изображений» в различных популярных источниках сильно преувеличивается, и серьёзных научных исследований данного объекта пока не произведено, однако, он включён в список особо охраняемых природных объектов «Красной книге Ленинградской области»; там даётся следующее описание:

В гранитной скале высотой 10—11 м, представляющей собой «бараний лоб», отполированный ледниками, вырублены ступени, барельефы рыб, человеческое лицо, смотрящее в небо, солярные знаки, гравюры (петроглифы) зверей. Единственный ритуально-астрономический комплекс, обнаруженный на Северо-Западе России.

## Фото

Мост в посёлке Яркое. 2008 год

## Улицы
Мраморная, Спортивная, Фарфоровая, Цветочный переулок, Центральная